# 石器時代から来た男
『石器時代から来た男』（せっきじだいからきたおとこ、英: The Eternal Lover）は、エドガー・ライス・バローズによるアメリカのSF小説。
本項では、同じコンセプト（原始人が現代に蘇る）のSF短編「5万年前の男」も併せて記述する。

## 石器時代から来た男
本作は全2部で構成されている。第1部は「新第三紀のヌー」（Nu of the Neocene）のタイトルで『オール・ストーリー・ウィークリー』に1914年に掲載され、第2部は「原始時代の恋人」（Sweetheast Primeval）のタイトルで『オール・ストーリー・キャバリアー』に1915年に掲載された。
1925年の単行本化の際のタイトルは『永遠の恋人』（The Eternal Lover）。バローズの死後、『永遠の野蛮人』（The Eternal Savage）の別題でも刊行された。日本語訳は『石器時代から来た男』のタイトルで、厚木淳訳、東京創元社（創元推理文庫SF）、1977年11月11日。挿絵、カバーイラスト、口絵は武部本一郎。

### 概要
第1部では、現代のアフリカに原始人ヌーが現れ、転生した恋人を求め冒険を繰り返す。第2部では、ヌーとヒロインが原始時代に戻り、そこで冒険を繰り広げる。
厚木淳は「訳者あとがき」で、「バローズには珍しい悲恋もの」、「完成度と迫力は、全バローズ作品の中でも5指に入る」と述べている。
脇役にグレーストーク卿（引退したターザン）が登場しており、H・H・ハインズのリストでは『ターザン・シリーズ』の第3作に数えられているが、通常はシリーズに含めない。ハヤカワ文庫SFの「TARZAN BOOKS」に別巻として刊行される予定があったが、未刊である（2011年9月現在）。また、現代編のヒロインはヴィクトリア・カスターだが、彼女の兄として登場するバーニー・カスターは『ルータ王国の危機』で主役を務めている。

#### 補足
バローズの作品は110作ほどあるが、多くは現代を舞台にしており（ただし、他の星や辺境の異界などを舞台にしたものも多い）、過去を舞台にした作品は他に
- 『カリグラ帝の野蛮人』（ローマ帝国の皇帝カリグラを扱った作品）
- アパッチ・シリーズ（19世紀のインディアン戦争を題材にした冒険小説）
- 『密林の謎の王国』（12世紀のクメール王国へタイムスリップする）
- "The Outlaw of Torn"（『トーンの無法者』、13世紀のイギリスが舞台。未訳）

がある程度である。ただし、本作の場合は「10万年前」という設定のため、厳密な時代考証は必要とされていない（絶滅しかけている、という設定とはいえ、翼竜が登場する）。
関連作品の作品番号（H・H・ヘインズによるもの）と発表年は以下の通り。なお、作品番号は発表順であり、執筆順ではない。
"The Return of Tarzan"（1913年）
作品番号は4。ターザン・シリーズ第2巻。邦題は『ターザンの復讐』（創元版は『ターザンの帰還』）。
"The Mad King"（1914年）
作品番号は10。『ルータ王国の危機』第1部。
"Nu of the Neocene"（1914年）
作品番号は9。本作第1部。
"The Beasts of Tarzan"（1914年）
作品番号は12。ターザン・シリーズ第3巻『ターザンの凱歌』。
"Sweetheast Primeval"（1915年）
作品番号は14。本作第2部。
"barney cuter of bestrice"（1915年）
作品番号は16。『ルータ王国の危機』第2部。

### ストーリー
必要上、ナンバー（章単位）を振る。
第1部
1．10万年前の地球では、植物は今より大きく、野生動物も大きくさらに凶暴であり、また熱気溢れる湿度の濃い大気により、太陽は大きく見えていた。ヌーの息子ヌーは、恋人ナット・ウルへの求婚として、ウー（剣歯虎）を捜していた。無事にウーの首を狩ったヌーだったが、洞窟で休んでいる間に、地震に襲われ、出入り口を塞がれてしまう。
2．一方、現代では、アフリカのグレーストーク卿の領地に、ヴィクトリア・カスターと兄のバーニー・カスターが招待されていた。バーニーの見たところ、ヴィクトリアは、夢の中の男性に恋をしているようで、舞い込む縁談はすべて断っていた。そのヴィクトリアは、付近の丘にある、地震の爪あとに先天的な恐怖を抱いており、それをバーニーに打ち明けた日の夜、地震が起こった。
3~13．ヌーは地震によりタイムスリップし、現代に現れる。そこはグレーストーク卿の領地である、ワジリ族の土地だった。彼は、見慣れない小さな太陽と、小さな生き物に戸惑いながらも、部族の洞窟に帰ろうとする。その最中、ナット・ウルが見慣れない衣服に身を包み、見知らぬ男たちと行動を共にしているのを見つけ、戸惑う。以後、グレークトーク牧場の様子を探るが、ある夜、ヴィクトリアが＜ラフルズおやじ＞と呼ばれるライオンに襲われた際、槍を投げて彼女を救ったものの、バンガローからの流れ弾で負傷し、洞窟へと逃げ去る。ヴィクトリアは、自分を救った主が落とした槍を見、それが夢の男性の物だと気づく。卿の猟犬であるターコスを連れ出した彼女は、匂いを追跡させ、ついにヌーを発見する。その時、彼女の意識はナット・ウルのものと同化していた。ヴィクトリアは、ターコスを連れて水を汲みに出かけた際、アラブ人の強盗団に遭遇。ターコスは銃で殴られ気絶し、彼女は売り物として拉致されてしまう。ヌーは、その後でやっと意識を回復させるが、ヴィクトリア（ナット・ウル）と会ったことは夢だと感じていた。身動きもままならないヌーの元へ、バーニーら捜索隊がヴィクトリアを探しにやってきた。言葉が通じなかったものの、ヴィクトリアの狩猟服がキチンと畳まれて枕代わりにされていたことと、ターコスが敵意を見せなかったことから、バーニーはヌーへの嫌疑を解消した。しかし、ウィリアム・カーティスはヌーに敵愾心を持ち、殺すことを提案する。バーニーはワジリ族に命じてヌーを牧場へ移送、ヌーは衰弱しており、されるがままになっていた。英会話ができるようになった頃、ヌーはヴィクトリア（ナット・ウル）が行方不明であることを知る。単独で捜索に出るヌーに、ターコスが付き従った。それから一時間もしないうちに、グレークトーク農場へアラブ人の強盗団の情報が入り、主な者とワジリ族はそちらに向かう。追跡の後、ヌーとヴィクトリアは再会。それを目撃したカーティスはヌーを撃とうとするが、ターコスに阻まれ死体となった。そして2人はジャングルに消える。
第2部
1．ヌーとヴィクトリアは、最初にヌーが現れた洞窟に戻った。夜間、彼らが休んでいる時、洞窟は地震に襲われた。ヌーは元の時代に戻ったが、気を失ってしまった。
2～14．ナット・ウルはヴィクトリアとヌーの夢を見て目を覚ました。そこは10万年前の世界だった。一方、ヌーは洞窟に一人きりで、ウーの首もなかった。再度、ウーを探すが見つからず、代わりにウル（穴熊）の首を持ち帰る。その頃、部族では頻発する地震に辟易し、移転を決議していた。ナット・ウルはハッドに連れ去られ、それを知ったヌーは追跡を開始する。以後、＜牛飼い族＞や＜舟造り族＞と遭遇、ついにはナット・ウルを取り戻す。しかし、ヌーはまたもやウーを狩るために部族を出、そして部族は地震に襲われた。
15．ヴィクトリアが気がついた時、兄のバーニーが側にいた。夜だった。聞くと、地震で気絶し、3分しか経ってないという。彼女は、今までの経緯を兄に語った。そして夜は明け、彼女は兄を連れ、意を決して丘へ向かった。そこは地震で洞窟の口が開いており、中にはヌーの骨と狩られた剣歯虎の骸骨があった。
補足
第2部では夢オチとも呼べる結末になっている。少なくとも、現代編においては夢オチ（第1部の「3 ヌー眠りからさめる」以降、第2部の「1 ふたたび地殻の変動」まで。上記の「ストーリー」で示すと、第1部3~13．と第2部1．まで）である。原始時代編（第1部の「1 新第三紀の原始人」と、第2部の「2 石器時代にもどる」以降「14 「きみをたすけにきたのだ」」まで。上記の「ストーリー」で示すと、第1部1．と第2部2~14．）についても、「ヌーがウーの首を狩った」という点以外は証明できない。

### 登場人物
以下は、第1部、第2部を通した重要な人物。
ヌー（ヌーの息子ヌー）
本作の主人公で、10万年前の時代に生きる原始人。フル・ネームは「ヌーの息子ヌー」（父の名もヌーのため）。恋人のためにウー（剣歯虎）を狩ったが、帰路で地震に遭遇し、洞窟に閉じ込められてしまう。嗅覚に優れている。
第1部では、一種の冬眠状態を経て現代に現れる。ヴィクトリア・カスターを「ナット・ウル（の転生した姿）」と見分け、彼女を追跡した。彼女が誘拐されると、その身を探し出し、守るために戦った。
第2部では、ヴィクトリアと共に洞窟内で地震に遭遇。10万年前で目覚めるが、彼1人きりだった。ナット・ウルは部族の元で目を覚ましたが、移転会議の後、ハッドに連れ去れており、ヌーは彼女の捜索に出かけ、冒険を繰り広げる。
- ヌーの部族は白人系である。また、部族の近くには類人猿も住んでおり、一種の同盟関係が築かれている（彼らの言語を操ることができる。現代に現れた際は、その言語で小猿と会話した）。その他、ゾール（ライオン）やグルー（マンモス）、ハイエナも生息している。一方、キリンはおらず、現代でそれを見たヌーはグルーを連想している。

リチャード・A・ルポフいわく、「猿人ターザンの同類（分身）」。
ナット・ウル
本作のヒロイン。主に第2部に登場。10万年前の原始人で、長老サーの娘。既にター（サイの先祖）の毛皮をヌーから贈られている。第2部冒頭では、「現代」の記憶を一部持っているが、夢だと思っている。サンダルもターの皮で出来ている。
ヴィクトリア・カスター
本作のヒロイン。主に第1部に登場。アメリカ合衆国ネブラスカ州ビアトリス出身。地震とネズミを苦手としているが、プライドが高いため、地震の方は兄のバーニー以外には隠している。腕のいいハンターでもある。
以下は、主に第1部に登場する人物、動物。
ウィリアム・カーティス
愛称はビリー。冷静な青年で、軍隊経験がある。ヴィクトリアに愛を告白するため、アフリカを訪れた。
ヌーに極度のライバル心を燃やしており、ついには殺害に踏み切るが、ターコスによって返り討ちとなってしまう。しかし、それは「なかったこと」になった。
＜ラフルズおやじ＞
グレーストーク農場近辺に出没するライオン。ヴィクトリアを襲うが、ヌーに倒される。グレーストーク卿にとっては最大のライオンだが、ヌーの時代では小物にしかすぎない。
ターコス
グレーストーク卿の飼っている猟犬（ウルフハウンド）の一頭。ヴィクトリアに懐く。後にはヌーにも懐いている。
イブン・アスワド
アラブ人強盗団の首領（シエイク）。象牙や奴隷を強奪している。
ワンボリ族
黒人部族。イブン・アスワドに屈せず、激しい戦闘を繰り広げた。
以下は、主に第2部に登場する人物、生物。
サー
ナット・ウルの父で、部族ではナンバー2の地位にある。妻はル・タン。息子（ナット・ウルの兄）にアートがいる。
ヌー（父）
主人公の父。族長。
ハッド
ヌーと同じ部族の若者。ナット・ウルに横恋慕している。
大翼竜
具体的な種は不明。ナット・ウルを海岸で捕まえ、島の巣へ運び去った。
脇役として、以下の作品の人物が登場する（主に第1部に登場）。
ターザン・シリーズ
グレーストーク卿ジョン・クレートン（ターザン）
グレーストーク夫人（ジェーン）
ジャック（グレーストーク夫妻の長男。赤ん坊）
エズメラルダ（家政婦でジャックの乳母）
ワジリ族（ターザンの配下の黒人部族）
ルータ王国の危機
バーニー（バーナード）・カスター（ヴィクトリアの兄。『ルータ王国の危機』の主人公）
バッツォー中尉（バーニーの友人）
ターザンに関しては引退したような状態となっており、現役の猿人（野生児）ではなくなっている。

### 備考
ヌーの求婚は、「ウー（剣歯虎）の首を、花嫁の住まいに置く」というものだが、類似のケースはペルシダー・シリーズにも見られる（第1巻、第5巻）。
ハヤカワ版のターザン・シリーズでは、「グレイストーク卿ジョン・クレイトン」という表記で統一されているが、厚木淳の翻訳した本作では、「グレーストーク卿ジョン・クレートン」と表示されている。
- 後に厚木が翻訳した、創元SF文庫の『ターザン』（1999年）と『ターザンの帰還』（2000年）では、「グレイストーク卿ジョン・クレイトン」となっている。
- バッツォー中尉も、後に創元推理文庫SFから翻訳された、厚木による『ルータ王国の危機』（1981年）では、「バッツォウ中尉」となっている。

## 5万年前の男
「5万年前の男」(The Resurrection of Jimber-Jaw)は短編SF。雑誌掲載は1937年、単行本収録は1964年（カナベラル社の『金星の魔法使』に併録）。邦訳は、カナベラル版そのままの『金星の魔法使』（リチャード・A・ルポフの「解説」も含む）に収録されており、厚木淳訳、東京創元社（創元推理文庫SF）、1970年9月11日。挿絵は武部本一郎（カバーイラスト、口絵も武部が手がけているが、短編「金星の魔法使」のもの）。

110作ほどあるバローズの作品のうち、唯一の独立した短編（ほかの短編は、シリーズものの一編として執筆されている）。『石器時代から来た男』と同じく、「蘇った原始人が、かつての恋人を追い求める話」であるが、報われない話となっている。リチャード・A・ルポフは「小品にすぎない」と評した。また、バローズ作品では、女性上位社会への警鐘がなされている場合がある（ターザン・シリーズ第10巻、ペルシダー・シリーズ第6巻）が、本作でも、男女が同等の行為を行うことに、ジンバー・ジョー（5万年前の男）が否定的な態度を示している（喫煙、夜のパーティ、等）。

### 登場人物
ワイルド・パット・モーガン
本作の語り手。アメリカ人で、元空軍中尉、発明家、アマチュアボクサー。飛行機のエンジンの技術を合衆国が採用しなかったことに苛立ち、ソ連へ渡ろうとした。途中、トラブルでシベリアに不時着し、氷漬けの原始人を発見する。帰国後は、ジンバー・ジョーの後見人のような存在になった。
蘇生時に意識朦朧としていたこともあり、モーガン自身「ペテン（替え玉）」とも疑っている部分もある。
マーヴィン・ステイド
人工冬眠の研究をしている人物。やはり合衆国に不満を持っており、モーガンと共にソ連へ渡ろうとした。結局、その試みは失敗し、モーガンともども反ソ的な感情を抱いて帰国している。ジンバー・ジョーの蘇生を担当したが、帰国後は手を引いて逃げ去ってしまう。
ジンバー・ジョー
本作の主人公。シベリアで氷漬けにされていた原始人。命名者はパット・モーガンで、かつてイエローストーン国立公園で見た灰色熊の名前から採用した。別称はジム・ストーン、ビッグ・ジム。
並外れた怪力を持っており、ジム・ストーンの名でリングに上がり、プロレス、プロボクシングで相手を子供扱いにした。
本名はコラニで、氷漬けになる前の恋人であるリラミを追い求めていた。リラミそっくりの女性を見つけたものの、激しい拒絶に遭い、「本物のリラミを捜しに行く。二度と私を溶かさないでくれ」の一文を残して冷凍倉庫で氷漬けになった。
ローナ・ダウンズ
映画女優。リラミそっくりだが、ジンバー・ジョーに著しい反発をみせた。
わたし
本作の聞き手。最初と最後に登場。パット・モーガンの説明を読者に披露した。